# Reedy Creek Conservation Park
Reedy Creek Conservation Park är en park i Australien. Den ligger i delstaten South Australia, omkring 300 kilometer sydost om delstatshuvudstaden Adelaide. Reedy Creek Conservation Park ligger 30 meter över havet.
Trakten runt Reedy Creek Conservation Park är nära nog obefolkad, med mindre än två invånare per kvadratkilometer.. Närmaste större samhälle är Conmurra, omkring 17 kilometer norr om Reedy Creek Conservation Park.
Trakten runt Reedy Creek Conservation Park består till största delen av jordbruksmark. Genomsnittlig årsnederbörd är 804 millimeter. Den regnigaste månaden är juni, med i genomsnitt 137 mm nederbörd, och den torraste är februari, med 14 mm nederbörd.